# Henri van Kol

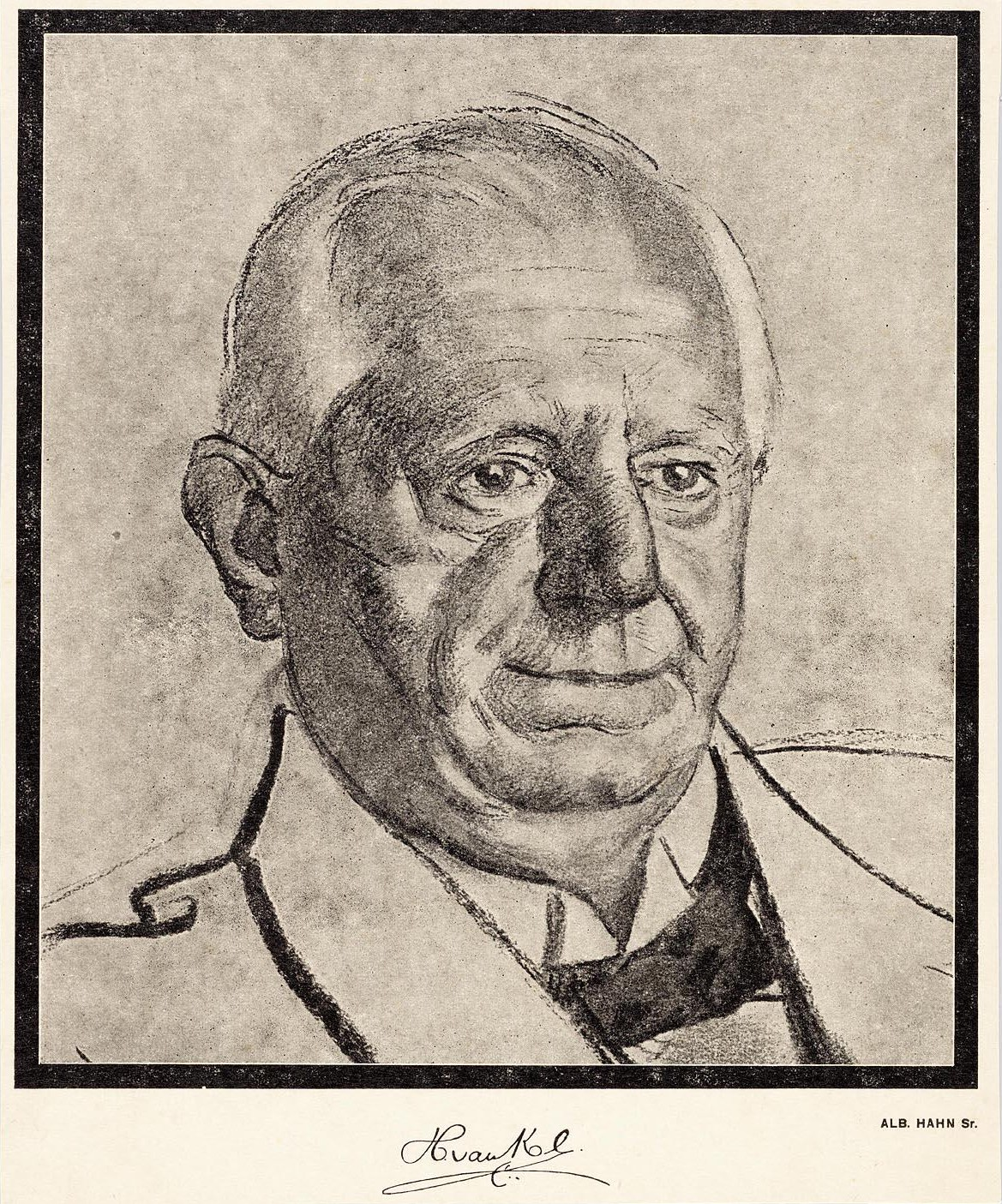
Henri van Kol

Henri van Kol, auch Henri Hubert van Kol (* 23. Mai 1852 in Eindhoven; † 22. August 1925 in Aywaille, Belgien) war ein niederländischer Sozialdemokrat. Im Gegensatz zu anderen Sozialisten seiner Zeit sprach er sich entschieden für die europäische Kolonialpolitik aus und geriet dadurch in Konflikt mit Karl Kautsky, dem damals führenden Theoretiker des Marxismus.

## Leben und Werk
Van Kol engagierte sich bereits früh in der Internationalen Arbeiter Assoziation, auch Erste Internationale genannt, und war 1894 Mitbegründer der niederländischen Sozialdemokratie. Diese verstand sich wie alle sozialdemokratischen Parteien jener Zeit als sozialistisch. Innerhalb der Sozialistischen Internationale galt die Niederländische Partei jedoch als konservativ, nicht zuletzt wegen ihrer teilweise pro-kolonialen Ansichten, die van Kol wesentlich prägte.
Henri van Kol war von Beruf her Ingenieur für Hydraulik und arbeitete ab 1876 in der Niederländischen Kolonie Java (heute Indonesien). Er war der erste Sozialist, der diese Kolonie besuchte. Van Kol heiratete in Java und erwarb dort 1887 eine Kaffeeplantage. Dies bedeutete für einen Sozialisten einen ernsthaften Konflikt: einerseits kritisierte er die oft mit brutalem Zwang betriebene Ausbeutung der einheimischen Landarbeiter in den Kolonien, andererseits profitierte er als Unternehmer selbst von dieser Ausbeutung. Van Kol "löste" dieses Dilemma für sich, indem er eine christliche Familie zur Plangagenaufsicht bestellte. Diese gab den Sonntag arbeitsfrei und richtete eine Schule ein, was damals als "fortschrittlich" galt. Zudem spendete er einen Teil seines Erlöses für die sozialistische Bewegung. In der Öffentlichkeit sprach er dennoch nicht über sein Doppelleben als Plantagenbetreiber und Sozialist – wahrscheinlich, weil er damit Kritik auf sich gezogen hätte.

## Auseinandersetzung mit Karl Kautsky
Van Kols private Verwicklung in die Holländische Kolonialpolitik spiegelte sich auch in seiner politischen Position wider. Er kritisierte zwar die wesentlich auf Zwang und militärischer Gewalt basierende Politik der Holländischen Kolonialverwaltung, stellte aber den Kolonialismus als solchen nie in Frage. Im Gegenteil verteidigte er die Einrichtung von Kolonien, da er die Bevölkerungen dort als "Wilde" und unfähig zur Selbstverwaltung betrachtete.
Diese Position vertrat er auch in der Sozialistischen Internationale. Dort forderte der deutsche Sozialist Karl Kautsky auf dem Internationalen Sozialistenkongress in Stuttgart 1907 eine energische Ablehnung des Kolonialismus durch die Sozialistische Internationale. Stattdessen sollte eine Art freiwillige Entwicklungszusammenarbeit stattfinden, damit die außereuropäischen Regionen vom technologischen Fortschritt profitieren könnten.
Henri Van Kol hatte für dieses Konzept Kautskys nur Spott über. Er entgegnete ihm:
„Wenn wir nun eine Maschine zu den Wilden Zentralafrikas bringen, was werden sie damit tun? Vielleicht werden sie einen Rundtanz darum aufführen (große Heiterkeit) oder auch die große Zahl ihrer Abgötter um einen vermehren (Heiterkeit). Vielleicht sollen wir auch noch Europäer hinschicken, die die Maschinen treiben. Was die Eingeborenen mit ihnen machen würden, weiß ich nicht. Aber vielleicht machen Kautsky und ich den Versuch, vielleicht gehen Theorie und Praxis Arm in Arm in das wilde Land. Vielleicht werden die Eingeborenen unsere Maschinen zerschlagen, vielleicht werden sie uns auch totschlagen oder sogar fressen und dann (sich über den Bauch streichend) fürchte ich, daß ich vor Kautsky den Vorrang habe (Heiterkeit).“
Van Kols Intervention verdeutlicht die damals weit verbreiteten rassistischen Stereotype über die Bevölkerungen in den Kolonien. Diese wurden von Europäern in der Regel als minderwertig angesehen und nicht selten mit Kindern verglichen, die man erziehen müsse. Neben Liberalen Kritikern, die schon Anfang des 19. Jahrhunderts Exzesse wie etwa den Sklavenhandel kritisiert hatten, entwickelte sich erst in der sozialistischen Bewegung auch eine Grundsatzkritik des Kolonialismus, die etwa in der deutschen Sozialdemokratie durch Kautsky, aber auch durch August Bebel und Rosa Luxemburg vertreten wurde.
Am Ende des Stuttgarter Kongresses konnte nicht zuletzt durch Van Kols Intervention nur eine stark verwässerte Resolution gegen den Kolonialismus verabschiedet werden, die zwar den Kolonialismus „in seinem inneren Wesen“ kritisierte, gleichzeitig aber eine Reform der Kolonialpolitik forderte. Van Kol und die niederländischen Sozialisten stimmten dennoch dagegen. Sie forderten eine offene Anerkennung der „zivilisatorischen“ Mission des Kolonialismus.

## Werke
- 'Uit Onze Koloniën', 1903 (Aus unseren Kolonien).